# Mimobdella japonica
Mimobdella japonica (Мімобделла японська) — вид п'явок роду Mimobdella родини Salifidae підряду Erpobdelliformes ряду Безхоботні п'явки (Arhynchobdellida).

## Опис
Загальна довжина сягає 6,3 см завширшки 7 мм. Очі не помітні. Присутні 3 м'язових щелепи (миогнати) з 2 стилетами (тверді утворення) на кожній, за допомогою яких хапається й втягується у глотку здобич. Тулуб м'язистий, кремезний, складається з 5 кільцевих сомітів (28 сегментів). Передня частина більш широка ніж задня, проте передня присоска не перевищує ширину тіла. задня присоска овальна, дорівнює половині ширини тіла. Соміти в середині тіла складають з 9 кілець (c1 = c2 < b2 < a2 > c9 = c10 = d21 = d22 < c12). Також присутні 2 кільця після анального отвіру. Присутня рудиментована сліпа кишка. Гонопори самці розташовано на 11-12 сегменті, самиці — 12-13. Між гонопора присутній 1 соміт. Нефридіопори розташовано парами на кожному соміті. На кожному кільці присутні малесенькі сосочки. Спермопротоки вузькі. Яйцеканали витягнуті. Відступні гастропори і додаткова копулятивна порожнина в середині.
Забарвлення світло-коричневе до бежевого.

## Спосіб життя
Здатна прибувати на суходолі та воді. Зустрічається в лісовій підстилці, в струмках та невеличких річках. Може також траплятися на невеличкій висоті. Є хижаком, що полює на дрібних водних та наземних безхребетних, насамперед хробаків та личинок.
Процес розмноження ще достеменно не вивчено.

## Розповсюдження
Поширена в Японії, на Корейському півострові, південному сході КНР.